# Hurry Up Tomorrow
Hurry Up Tomorrow é o sexto álbum de estúdio do cantor e compositor canadense The Weeknd. Foi lançado pelas gravadoras XO e Republic Records em 31 de janeiro de 2025. O álbum conta com participações de Anitta, Playboi Carti, Travis Scott, Florence Welch, Future e Lana Del Rey. A produção foi conduzida principalmente por The Weeknd e Mike Dean, junto com vários outros produtores, incluindo os colaboradores frequentes DaHeala, Metro Boomin, Max Martin, Oscar Holter, Giorgio Moroder, Oneohtrix Point Never e Cirkut. Hurry Up Tomorrow é um álbum de gênero musical art pop e R&B.
Hurry Up Tomorrow foi promovido por três singles: "Timeless", "São Paulo" e "Dancing in the Flames" (que acabou por não ser incluído no álbum). O álbum também foi acompanhado pelo lançamento de um filme de suspense psicológico de mesmo nome, estreado no dia 16 de maio de 2025. Servindo como o último projeto sob o nome The Weeknd, ele é a parte final de uma trilogia de álbuns, seguindo After Hours (2020) e Dawn FM (2022); toda a trilogia está sendo promovida através da After Hours til Dawn Tour.
O álbum é baseado no Paraíso, correspondente a sua trilogia já mencionada de álbuns, que começou no álbum de After Hours, que corresponde ao Inferno, e continuou em Dawn FM que corresponde ao Purgatório. O álbum recebeu aclamação universal pela sua produção, composição, performances vocais e pelo fechamento do arco iniciado com a primeira mixtape de The Weeknd, House of Balloons (2011), com a música High For This. Foi nomeado como um "final poderoso" tanto para o alter ego de The Weeknd quanto para a trilogia.

## Antecedentes
Em 25 de março de 2020, The Weeknd fez uma prévia de cinco faixas inéditas durante uma transmissão ao vivo no Instagram,  algumas das quais, segundo relatos, foram destinadas ao After Hours (2020), que foi lançado cinco dias antes. Três dessas músicas, "Nothing Compares", "Missed You" e "Final Lullaby", foram posteriormente incluídas na edição de luxo do álbum.  No entanto, as outras faixas, "Take Me Back to LA" e "The Abyss" (então listada como "Regular" ou "Hold My Heart"), não apareceram em After Hours nem em seu sucessor, Dawn FM (2022).
Em 10 de janeiro de 2022, três dias após o lançamento de Dawn FM, The Weeknd confirmou um álbum de continuação ao twittar:
"Eu me pergunto... você sabia que está vivenciando uma nova trilogia?".
Isso fez referência ao seu álbum de compilação de 2012, Trilogy, que continha remixes ou remasterizações das músicas de seus mixtapes de 2011, House of Balloons, Thursday e Echoes of Silence. Também confirmou que After Hours e Dawn FM faziam parte de uma trilogia, que seria concluída com a sequência de Dawn FM. Sendo essa sequência Hurry Up Tomorrow que servirá como o lançamento final da trilogia de álbuns que começou em 2020 com After Hours. Os fãs especulam que a trilogia seja inspirada na Divina Comédia de Dante Alighieri, baseando-se extensivamente em seus temas, simbolismo, e estrutura narrativa, e espelhando a jornada pelo Inferno (After Hours), Purgatório (Dawn FM), e Paraíso (Hurry Up Tomorrow).
O desenvolvimento de Hurry Up Tomorrow teria começado logo após o lançamento de Dawn FM em 2022. Em janeiro de 2023, The Weeknd confirmou que as sessões de gravação para o álbum ocorreram, ao mesmo tempo em que afirmou ter "definitivamente sido inspirado".  Em 3 de setembro de 2022, data originalmente prevista para o fim da perna norte-americana da After Hours til Dawn Tour, The Weeknd perdeu a voz durante sua apresentação no SoFi Stadium em Inglewood: o show foi reagendado para 26 de novembro e uma data extra foi adicionada para o dia seguinte. Em uma entrevista de janeiro de 2025 à Variety, The Weeknd revelou que:
"uma boa parte" do álbum estava finalizada até setembro de 2022, mas o incidente durante a turnê fez com que o álbum e seu filme relacionado fossem "reformulados".
The Weeknd afirmou anteriormente que este álbum seria o último sob seu nome artístico "The Weeknd". Após isso, o mesmo utilizará seu nome de nascença, "Abel Makkonen Tesfaye".
“Eu ainda farei música, talvez como Abel, talvez como The Weeknd. Mas eu ainda quero matar The Weeknd. E eu vou. Eu definitivamente estou tentando trocar essa pele e renascer”
Ele afirmou posteriormente que sua decisão de mudar seu nome artístico foi influenciada pelo incidente durante a turnê no SoFi Stadium em Inglewood. Ele atribuiu o incidente ao cansaço resultante dos conflitos de agenda entre a After Hours til Dawn Tour e a série de TV The Idol (2023).
Em entrevista à Billboard Brasil, no dia 6 de setembro, The Weeknd revelou que uma "canção central" fora composta em São Paulo, com o álbum explorando diferentes sonoridades, que ele apelidou de "frankenstein". Na mesma publicação, após meses de rumores, foi confirmada uma colaboração com a cantora brasileira Anitta, embora, posteriormente, o artigo tenha sido removido pela Billboard.

## Campanha de pré-lançamento

### Junho de 2023 – maio de 2024: Primeirosteaserse promoção
Em junho de 2023, The Weeknd declarou em uma entrevista à Variety:
"Estou terminando a terceira parte dessa saga, dessa trilogia. O nome dela será revelado em breve."
A gravação coincidiu, portanto, com seu trabalho musical e de atuação para The Idol (2023) e a After Hours til Dawn Tour. The Weeknd continuou a trabalhar no álbum depois disso, compartilhando imagens das sessões de gravação entre setembro de 2023 e fevereiro de 2024 no Conway Recording Studios, em Los Angeles, ao lado de colaboradores frequentes como Oneohtrix Point Never, Mike Dean e Metro Boomin, entre outros.
Em 7 de janeiro de 2024, no segundo aniversário de Dawn FM, The Weeknd provocou o álbum seguinte ao postar a capa de seus dois álbuns anteriores, junto com um slide preto com um ponto de interrogação branco no centro. O slide foi legendado com o número "3", indicando que o próximo álbum seria o terceiro de uma trilogia. Mais tarde naquele mês, ele insinuou uma possível colaboração com a dupla francesa de música eletrônica Justice várias vezes, que contribuiu para Wake Me Up.
Em 9 de fevereiro de 2024, The Weeknd compartilhou uma foto de um estúdio de gravação com o texto escrito:
"Tudo desaparece..."
No seu aniversário, 16 de fevereiro, ele provocou o álbum postando fotos do Los Angeles Theatre com o texto em seu letreiro:
"Esta história tem três capítulos—A maior trilogia conhecida pelo homem".
Em 23 de fevereiro, em três mensagens separadas, ele tuitou:
"Tudo vai desaparecer".
Nas semanas seguintes a essa mensagem, ele excluiu a maioria de suas postagens no X.
Em 1 de março de 2024, o produtor musical americano Mike Dean, colaborador frequente de The Weeknd, celebrou seu 59º aniversário com um concerto especial no Wiltern Theatre em Los Angeles. The Weeknd fez uma aparição especial, apresentando uma versão reimaginada de Take Me Back to LA, que ele já havia provocado em uma transmissão ao vivo no Instagram em março de 2020. Ele também estreou uma versão de In Heaven, que originalmente apareceu no filme de 1977 Eraserhead. O produtor musical americano Metro Boomin confirmou que estava trabalhando em "muita coisa" para o próximo álbum em 22 de maio.

### Junho–Agosto de 2024: Teasers visuais e conceituais
Uma colaboração com a empresa americana de tecnologia Apple Inc. foi provocada em 1º de junho de 2024, o que foi confirmado pela empresa nove dias depois para mais tarde naquele ano. Em 16 de junho, The Weeknd compartilhou uma foto de uma figura em stop motion representando ele mesmo como um bebê. Em 2 de julho, ele provocou os primeiros visuais do próximo álbum, exibindo uma pessoa que era metade de seu eu atual, metade dele mesmo como criança, com o reflexo de uma chama em seus olhos e uma floresta sinistra. Isso foi seguido três dias depois por mais visuais, mostrando uma pessoa irreconhecível usando uma capa, em cima de escadas em uma sala iluminada por luz roxa, vista através da rachadura de uma porta. Em 7 de julho, ele compartilhou uma citação de Abode in Heaven: Paul and Life After Death em 2 Coríntios 5:1–10:
"A humanidade em sua forma atual é frágil, deteriorando-se e fraca. Para compartilhar da vida eterna, no entanto, nossos corpos devem ser transformados."
Em julho e agosto de 2024, The Weeknd compartilhou uma série de três teasers em CGI, centrados em um garoto, presumivelmente representando um jovem Abel Tesfaye, ao lado de seus personagens de outros álbuns, incluindo Trilogy (2012), After Hours (2020) e Dawn FM (2022).
- "There Are Three Chapters in this Tale" ("Há Três Capítulos nesta História"), compartilhado em 18 de julho, apresentou a história de After Hours e Dawn FM, acompanhado por várias músicas desses álbuns.[36]
- “When you gaze long enough into the abyss, the abyss gazes also into you” ("Quando você olha por tempo suficiente no abismo, o abismo também olha para dentro de você"), uma citação de Friedrich Nietzsche[a]. Compatilhado em 23 de julho, o teaser apresenta a animação em CGI de um menino segurando uma máscara do rosto de uma mulher, antes de ele começar a levitar, aparentemente congelado.[37] sendo esse teaser marca o retorno de The Abyss, que ele havia provocado anteriormente em uma transmissão ao vivo no Instagram em março de 2020.[6]
- "Unprepared Certainty" ("Incerteza Despreparada"), compartilhado em 6 de agosto, apresentou o primeiro teaser oficial de Wake Me Up e Runaway. O título do teaser é uma citação de Friedrich Nietzsche.[38]

Em 7 de agosto de 2024, a Universal anunciou que The Weeknd retornaria ao Universal Studios Hollywood como uma casa assombrada para o evento Halloween Horror Nights daquele ano, após um evento semelhante vinculado ao seu álbum After Hours, em 2022. The Weeknd: Nightmare Trilogy é inspirado em seus álbuns da nova trilogia. A casa apresentou músicas de The Weeknd, com trilha sonora de Mike Dean. De Hurry Up Tomorrow, músicas ainda não lançadas como Take Me Back to LA e São Paulo podiam ser ouvidas. O evento ocorreu de 5 de setembro a 3 de novembro de 2024. A música São Paulo, sem título conhecido na época, foi novamente provocada em 31 de agosto, através de um anúncio para um jogo da NFL Brasil em São Paulo.

### Setembro–dezembro de 2024: anúncio do álbum, singles e performances
The Weeknd anunciou e esgotou ingressos para um concerto especial de uma noite em São Paulo, Brasil, em 7 de setembro de 2024, com um elaborado design de palco inspirado em sua herança etíope e temas religiosos. O show apresentou exclusivamente músicas de sua trilogia, incluindo nove faixas inéditas, com participações especiais de Anitta e Playboi Carti. O concerto recebeu críticas positivas e introduziu uma nova configuração de palco que foi usada em performances subsequentes. O título do álbum Hurry Up Tomorrow foi oficialmente anunciado em 4 de setembro, alguns dias antes do show, por meio de um vídeo com uma história escrita:
"Ontem foi há quatorze anos. Contivemos a respiração, caindo em um mar cintilante nas horas finais da noite. Tentamos limpar as feridas com melodias e luzes, um curativo à prova de balas para proteger o que está por baixo. Em um lugar onde as estações nunca mudavam, onde o tempo cessava de existir. Mas aí está o problema. Hoje tem sido como uma rotação interminável. Eu continuo distorcendo a verdade, imune à tontura, entorpecido pela náusea. O que está por baixo – grita em silêncio. Olho no espelho e sinto-me ao mesmo tempo velho e novo, preso no limbo e incapaz de me mover. Ainda não me encarei. Mais músicas poderiam ajudar, mas o que mais tenho a dizer? Ai de mim na minha jaula dourada, certo? A própria coisa que me tornou invencível me falhou no palco mundial. Um novo trauma surgiu, abrindo os portões da inundação. Um novo caminho espera. Quando o hoje terminar, descobrirei quem sou. Hurry Up Tomorrow."
Horas antes do concerto em 7 de setembro, a capa do álbum foi revelada, com os pré-lançamentos do álbum em vinil e CDs sendo abertos subsequentemente na loja online da XO. Quatro LPs de edições alternativas em vinil foramdisponibilizados para pré-venda entre outubro e dezembro de 2024, cada um com uma arte exclusiva de um artista. O single principal do álbum, "Dancing in the Flames", foi lançado em 13 de setembro.
O The Weeknd foi anunciado como parte da programação do iHeartRadio Music Festival de 2024, marcando seu retorno desde 2017. Em 21 de setembro, ele fez um show de 20 minutos em Las Vegas, com sucessos de After Hours e Dawn FM, além de "Dancing in the Flames" e a faixa inédita "São Paulo" do álbum Hurry Up Tomorrow. Seis dias depois, o segundo single planejado do álbum, "Timeless", com Playboi Carti, foi lançado, seguido pelo terceiro single planejado, "São Paulo", com Anitta, em 30 de outubro.
A After Hours til Dawn Tour continuou durante a campanha de pré-lançamento com uma etapa na Austrália, com dois shows em Melbourne e Sydney. Durante os concertos em Sydney, nos dias 22 e 23 de outubro, The Weeknd apresentou uma nova música, "Open Hearts", que foi lançada exclusivamente no Apple Vision Pro em 14 de novembro, e posteriormente, lançada para streaming junto com o restante do álbum em 31 de janeiro de 2025.
Em 27 de novembro de 2024, exatamente cinco anos depois de a nova trilogia ter começado com o lançamento do single principal de After Hours, "Heartless", The Weeknd anunciou 24 de janeiro de 2025 como a data original de lançamento do álbum. Ele também revelou planos para um concerto "único" no estádio Rose Bowl em Pasadena, Califórnia, marcado para o dia seguinte ao lançamento do álbum. O show contaria com uma "produção nunca vista antes" e um palco projetado para cobrir todo o piso do estádio. Em 2 de dezembro de 2024, o show foi esgotado em menos de uma hora, com mais de 300.000 fãs tentando comprar ingressos.
Em 17 de dezembro de 2024, The Weeknd se apresentou no primeiro Billions Club Live do Spotify, celebrando suas 25 músicas recordistas com pelo menos um bilhão de streams, e apresentou "Timeless", "São Paulo" e "In Heaven" do álbum Hurry Up Tomorrow, com um filme do concerto lançado no Spotify em 7 de janeiro de 2025. Durante o show, ele anunciou que o álbum seria acompanhado por uma nova turnê e um filme em 2025. Em 20 de dezembro, a data de lançamento do filme foi anunciada para 16 de maio de 2025. No final de dezembro de 2024, apareceram outdoors em grandes cidades com a mensagem "The Weeknd Is Near" ("The Weeknd está perto"), com espaços em branco substituindo três letras, fazendo com que lessem "The End Is Near" ("O fim está próximo). Em janeiro de 2025, durante uma entrevista para a Variety, o artista reiterou que Hurry Up Tomorrow poderia ser seu projeto final sob o pseudônimo "The Weeknd".

### Janeiro de 2025: Impacto dos incêndios florestais em Los Angeles e última campanha demarketing.
Em 13 de janeiro, The Weeknd anunciou que o lançamento do álbum havia sido adiado em uma semana, passando para 31 de janeiro. Além disso, o show único no Rose Bowl, originalmente agendado para 25 de janeiro, foi cancelado. Ambas as decisões foram tomadas "por respeito e preocupação com o povo do Condado de Los Angeles", que estava lidando com incêndios florestais graves. Fora esse anúncio, The Weeknd permaneceu completamente em silêncio sobre o próximo álbum, concentrando-se exclusivamente nos incêndios florestais por meio de suas redes sociais. Os lucros da faixa do álbum "Take Me Back to LA" serão doados para o LA Regional Food Bank, que está fornecendo assistência alimentar de emergência para aqueles diretamente afetados pelos incêndios em Los Angeles.
A última campanha de marketing começou doze dias antes do lançamento, com The Weeknd fazendo a contagem regressiva nos seus perfis nas redes sociais. Dez dias antes do lançamento do álbum, ele revelou a existência do site hurryuptomorrow.club, um site com informações relacionadas ao álbum protegidas por senha, e um cronômetro de contagem regressiva de 48 horas. A senha seria compartilhada com aqueles que fornecessem seus dados de contato, quando o cronômetro chegasse a zero. No mesmo dia, The Weeknd também tuitou:
"Tudo nas suas veias em dez dias... Este vai arrasar".
Em 23 de janeiro, a senha do site foi compartilhada, dando acesso a uma loja online XO/Opium contendo produtos relacionados ao álbum e uma nova edição Hurry Up Tomorrow 00XO com duas faixas bônus, que seria lançada digitalmente junto com a edição padrão do álbum. O site foi disponibilizado sem senha em 25 de janeiro.
Sete dias antes do lançamento do álbum, The Weeknd compartilhou um teaser visual com trechos de videoclipes de sua carreira inteira, em ordem cronológica. O teaser terminou com clipes do vídeo de "Open Hearts" e cenas de um videoclipe inédito em stop motion. O teaser, com quase quatro minutos, foi acompanhado de "Rolling Stone", uma faixa de seu mixtape de 2011, Thursday.
Em 24 de janeiro, um comunicado à imprensa da ABC revelou que The Weeknd se apresentaria no talk show americano Jimmy Kimmel Live! em 30 de janeiro, um dia antes do lançamento do álbum. No mesmo dia, ele atualizou a legenda de sua postagem revelando a capa da edição padrão do álbum, adicionando "First Pressing" ("Primeira tiragem/prensagem"), sugerindo que uma nova capa poderia estar em desenvolvimento. Em 28 de janeiro, foi anunciado que uma pop-up store em Nova Iorque, criada em parceria com o Spotify, abriria nos três primeiros dias após o lançamento do álbum.
The Weeknd compartilhou uma série de três trechos em preto e branco de "Opening Night" e "Red Terror" nos dias que antecederam o lançamento—um em cada um dos dias, quatro, três e dois dias antes. Ele se referiu ao próximo álbum como "o ato final", "as cortinas se abrem" e "...".

## Lançamento
Na noite de 30 de janeiro, The Weeknd apresentou "Open Hearts" no Jimmy Kimmel Live!. Pouco antes da apresentação, ele revelou a capa oficial do álbum, esclarecendo que o design anteriormente conhecido era exclusivo para as edições em vinil e CD da primeira prensagem. O álbum, Hurry Up Tomorrow, foi lançado pouco depois, em 31 de janeiro de 2025. Um total de 24 músicas foram lançadas, incluindo 22 faixas padrão e duas faixas bônus. O álbum foi disponibilizado em três versões:
- Edição padrão (apenas digital): Inclui todas as 22 faixas padrão.
- Edição 00XO (apenas digital): Inclui todas as 22 faixas padrão, além de duas faixas bônus.
- Edição de primeira tiragem (apenas física): Apresenta 9 faixas selecionadas das 22 faixas padrão, além de duas faixas bônus.

Em 5 de fevereiro de 2025, uma nova faixa bônus ("Closing Night", com Swedish House Mafia) e uma nova versão do álbum foram lançadas.
- Edição Pharrell Williams (apenas digital): inclui todas as 22 faixas padrão e a nova faixa bônus.

Das nove músicas inéditas apresentadas no show em São Paulo, seis entraram na tracklist da edição padrão, junto com "Open Hearts". "Runaway" foi incluída exclusivamente na edição 00XO, assim como nas edições físicas de vinil e CD da primeira tiragem e nas edições Pharrell Williams. O single principal originalmente planejado, "Dancing in the Flames", junto com "In Heaven", foram deixados de fora de todas as versões do álbum. O álbum foi lançado 31 de janeiro de 2025, Todas as menções a artistas convidados foram removidas no dia anterior ao lançamento do álbum, mas foram recolocadas no dia seguinte.

## Título e trabalho artístico

### Título do álbum
O álbum recebe seu nome da música Hurry Up Tomorrow do grupo de soul The Nu’rons, uma faixa sampleada em Without a Warning. O título reflete o profundo desejo pessoal de The Weeknd de aposentar seu nome artístico e continuar sua carreira com seu nome real, Abel Tesfaye. Tomorrow simboliza o momento futuro em que essa transição acontecerá. Impaciente para que isso ocorra, The Weeknd quer que o "amanhã" ("tomorrow") "se apresse" ("hurry up"):
"É um estado mental no qual eu preciso entrar, mas pelo qual simplesmente não tenho mais desejo. [...] Você tem uma persona, mas também há a competição em torno disso. Torna-se essa corrida desenfreada: mais prêmios, mais sucesso, mais shows, mais álbuns, mais troféus e mais primeiros lugares. Isso nunca acaba até que você decida encerrar. [...] Tudo precisa parecer um desafio. E, para mim, neste momento, The Weeknd—seja lá o que isso for—já foi dominado. Ninguém vai fazer The Weeknd melhor do que eu, e eu não vou fazê-lo melhor do que já é agora. Acho que superei todos os desafios como essa persona [...] mas eu só quero saber o que vem depois. Quero saber como será o amanhã."
Em uma entrevista à Variety em janeiro de 2025, ele revelou que sua decisão foi motivada pelo incidente de perda de voz durante seu show em setembro de 2022.
"Parte de mim realmente pensou: 'Você perdeu sua voz porque já era; você disse o que tinha que dizer. Não fique na festa por tempo demais—você pode encerrar agora e viver uma vida feliz.' Sabe? Colocar o laço final nisso: Hurry Up Tomorrow? Agora chegamos aqui. Quando é o momento certo para sair, se não no auge? Uma vez que você me entende demais, então é hora de mudar de direção."
Ele atribuiu o problema à exaustão e ao estresse causados pelas reformulações na programação tanto da After Hours til Dawn Tour quanto de sua série de TV The Idol.
Os títulos dos álbuns da nova trilogia referem-se a três momentos cronológicos no tempo, com After Hours representando o período entre 3h e 5h da manhã, Dawn sendo o clarear do céu pouco antes do nascer do sol, e Tomorrow o tempo após o amanhecer.

### Capas do álbum
A capa do álbum para a versão de primeira prensagem de Hurry Up Tomorrow apresenta um retrato de Tesfaye usando uma regata preta, olhando para a câmera e aparentemente contendo as lágrimas. A capa padrão apresenta um close-up do rosto do The Weeknd com expressão tensa, de sofrimento, olhos cerrados e suor visível em sua pele. O título do álbum, aparece em negrito na parte inferior esquerda, com um efeito de desfoque. Há também a Tracklist verticalmente na lateral esquerda da capa. Quatro prensagens diferentes em vinil do álbum, com capas alternativas, foram disponibilizadas para pré-venda entre outubro e dezembro de 2024. As capas foram ilustradas por Jean-Michel Basquiat, Frank Miller, Hajime Sorayama e Harmony Korine.Em janeiro de 2025, Tanto a edição 00XO quanto a de Pharrell Williams do álbum apresentam capas alternativas projetadas pela XO Records em cooperação com Opium e Williams, respectivamente.

## Promoção

### Showem São Paulo
Em 17 de julho de 2024, The Weeknd anunciou um show especial de uma noite em São Paulo, Brasil, contando com uma "produção nunca antes vista", que aconteceria em 7 de setembro de 2024. Um trailer lançado em 20 de agosto revelou que o show seria transmitido ao vivo no YouTube. O título do álbum, Hurry Up Tomorrow, foi anunciado oficialmente em 4 de setembro de 2024, três dias antes do show. Horas antes do show, no dia 7 de setembro, a capa do álbum foi revelada, com pré-compra do álbum, em vinil e CD, sendo posteriormente disponibilizada na loja virtual da XO.
O show de 90 minutos foi realizado no Estádio do Morumbi, onde The Weeknd tocou mais de 20 canções de seus álbuns After Hours (2020) e Dawn FM (2022), e estreou canções inéditas de Hurry Up Tomorrow, incluindo "The Crowd", "Wake Me Up", "Take Me Back to LA", "Dancing in the Flames", "São Paulo" (com a participação da cantora brasileira Anitta), "Run Away", "Regular", e "In Heaven" Além de Anitta, o show contou com duas apresentações de Playboi Carti, incluindo uma versão do single "Fe!n", de Travis Scott.

### iHeartRadio Music Festival
Em 23 de agosto de 2024, foi noticiado que The Weeknd havia sido adicionado ao lineup do próximo iHeartRadio Music Festival, pela primeira vez desde 2017. Em 21 de setembro de 2024, The Weeknd se apresentou no festival em Las Vegas, no topo de uma pirâmide formada por dançarinos vestidos com véus vermelhos. Em um set de 20 minutos, ele cantou "Blinding Lights" e "Save Your Tears" do álbum After Hours, "Take My Breath" e "Sacrifice" de Dawn FM, além de "Dancing in the Flames" e a então inédita "São Paulo" de Hurry Up Tomorrow.

### Spotify's Billions Club Live
Em 11 de dezembro de 2024, foi anunciado que The Weeknd se apresentaria no primeiro Billions Club Live do Spotify, em 17 de dezembro. A performance exclusiva, apenas para convidados, ocorreu no Barker Hangar, em Santa Monica, e foi reservada para 2.000 dos seus maiores ouvintes na plataforma, celebrando seu recorde como o artista com o maior número de músicas ultrapassando um bilhão de streams. Durante um show de 70 minutos, The Weeknd cantou a maioria de suas 24 faixas que atingiram esse marco, além de músicas do álbum Hurry Up Tomorrow: "Timeless", "São Paulo" e a então inédita "In Heaven".
Em 7 de janeiro de 2025, no terceiro aniversário de Dawn FM, um filme do show com 13 músicas da apresentação — incluindo "Timeless" e "São Paulo" de Hurry Up Tomorrow — foi lançado exclusivamente no Spotify, como parte do videocast Billions Club: The Series.

### Jimmy Kimmel Live!
Em 24 de janeiro, um comunicado de imprensa da ABC revelou que The Weeknd se apresentaria no talk show noturno americano Jimmy Kimmel Live! em 30 de janeiro, um dia antes do lançamento do álbum. The Weeknd performou "Open Hearts" e, ao final da apresentação, uma única figura em stop-motion — o único espectador nas arquibancadas — o conduziu por uma porta para um mundo sombrio em stop-motion, semelhante aos visuais divulgados em julho de 2023. Lá, o próprio The Weeknd se transformou em uma figura de stop-motion e pareceu se afogar em um líquido misterioso.

### 67º Grammy Awards
Em 2 de fevereiro de 2025, The Weeknd apareceu no 67º Grammy Awards para apresentar "Cry for Me" e "Timeless" com Playboi Carti. Foi uma apresentação surpresa, com o CEO da Recording Academy, Harvey Mason Jr., convidando-o ao palco, marcando um momento de reconciliação entre a organização e The Weeknd, após a polêmica anterior em 2020 que levou o artista a boicotar o Grammy. Mason Jr. declarou em seu discurso introdutório que a Academia havia revisado seu comitê de indicação em resposta à controvérsia.

### Singles
O primeiro single do álbum, "Dancing in the Flames", foi anunciado em 9 de setembro de 2024, dois dias depois de estreá-lo ao vivo em seu show em São Paulo, sendo lançado em 13 de setembro de 2024, junto com um videoclipe conta com uma parceria com a Apple e um lyric video. O videoclipe foi gravado com o iPhone 16 Pro em colaboração com a Apple. Em 15 de setembro de 2024, foi lançada uma versão ao vivo da música, retirada da apresentação em São Paulo. Dois dias depois, em 17 de setembro de 2024, uma versão acústica foi lançada. A música estreou na 14ª posição da Billboard Hot 100. A música foi posteriormente removida da lista de faixas do álbum, e toda a promoção vinculada ao seu álbum original foi retirada, sendo um dos prováveis motivos os incêndios em Los Angeles.
Quatro dias após se apresentar ao vivo no iHeartRadio Music Festival, em 25 de setembro, o primeiro single do álbum, "Timeless", em colaboração com o rapper americano Playboi Carti foi anunciado. A música já havia estreado ao vivo no show em São Paulo no início daquele mês. Ela foi lançada em 27 de setembro, acompanhada de um videoclipe com a letra. O videoclipe foi lançado três dias depois, em 30 de setembro de 2024. A música estreou e alcançou a 3ª posição na Billboard Hot 100 dos Estados Unidos, marcando a maior estreia da carreira de The Weeknd na parada.
No dia 26 de outubro, um trecho da música "São Paulo" foi novamente apresentado em um trailer de Call of Duty: Black Ops 6. No dia seguinte, Anitta publicou uma imagem de um ultrassom mostrando um bebê com dentes afiados e um rabo bifurcado, perguntando se a criatura era bonita, ao que The Weeknd respondeu dizendo o quanto parecia linda. A imagem continha as coordenadas de São Paulo, Brasil, junto com uma data que mais tarde foi revelada como o lançamento do segundo single, "São Paulo", com participação de Anitta. O single foi lançado intencionalmente um dia antes do Halloween, em 30 de outubro, o videoclipe do single estreou simultaneamente. A música estreou e alcançou o 77º lugar na Billboard Hot 100 dos Estados Unidos.

### Showem Sydney
Em 22 de outubro de 2024, durante um show no Accor Stadium em Sydney, Austrália, The Weeknd apresentou pela primeira vez a música inédita "Open Hearts". A faixa foi reproduzida através do sistema de som do estádio, proporcionando aos fãs uma prévia exclusiva do novo material. Este evento fez parte da turnê "After Hours til Dawn", que incluiu apresentações em Melbourne e Sydney. Posteriormente, "Open Hearts" foi lançada exclusivamente no Apple Vision Pro em 14 de novembro de 2024 e disponibilizada nas plataformas de streaming junto com o restante do álbum "Hurry Up Tomorrow" em 31 de janeiro de 2025.

### Turnê
A partir de 14 de julho de 2022, o The Weeknd iniciou a After Hours til Dawn Tour em apoio aos seus quarto e quinto álbuns de estúdio, After Hours (2020) e Dawn FM (2022), sua sétima turnê e primeira turnê exclusivamente em estádios. Antes do lançamento de Hurry Up Tomorrow, a turnê teve quatro etapas, totalizando 68 shows, visitando sucessivamente a América do Norte (2022), Europa e América Latina (2023) e Austrália (2024).
Em 23 de setembro de 2024, o Weeknd twittou no X:
"NOTA PARA OS XO: AFTER HOURS TIL DAWN é o nome da turnê de toda a trilogia". 

indicando que o nome da turnê vai apoiar o Hurry Up Tomorrow. No show do Billions Club do Spotify, em 17 de dezembro, ele anunciou que a turnê continuaria em 2025. Em 28 de janeiro de 2025, ele sugeriu novas datas da turnê com o tweet:
"After Hours til Dawn, a ópera continua". 
Em 31 de janeiro, uma nova etapa da turnê foi anunciada, com 26 shows em estádios na América do Norte, de maio a setembro de 2025, ao lado de Playboi Carti e do convidado especial Mike Dean.

### Filme de acompanhamento anunciado
Em 4 de novembro de 2024, o estúdio cinematográfico americano Lionsgate anunciou a aquisição dos direitos de distribuição mundial de Hurry Up Tomorrow, um filme de suspense psicológico baseado no álbum. O filme é dirigido por Trey Edward Shults, que escreveu o roteiro junto com Tesfaye e Reza Fahim, e também produziu o filme com Kevin Turen e Harrison Kreiss. Fazendo sua estreia em longas-metragens, Tesfaye estrela ao lado de Jenna Ortega, Barry Keoghan e Gabby Barrett. A Live Nation Entertainment financiou o filme com um orçamento superior a 20 milhões de dólares. Durante o show do Billions Club do Spotify em 17 de dezembro, Tesfaye anunciou que o filme seria lançado em 2025. Três dias depois, foi anunciada a data de lançamento para 16 de maio de 2025, apenas nos cinemas dos Estados Unidos.

### Outras promoções
Em 28 de janeiro, foi anunciado que uma loja pop-up em Nova Iorque, criada em parceria com o Spotify, será aberta nos três primeiros dias após o lançamento do álbum.
Em 1º de fevereiro, foi lançado um videoclipe em stop motion para "Red Terror". O vídeo parece ser uma continuação de sua apresentação ao vivo no Jimmy Kimmel Live!, que foi transmitida dois dias antes.

## Performance comercial
Hurry Up Tomorrow alcançou a posição número 1 no Apple Music em 94 países simultaneamente. The Weeknd se tornou o primeiro artista a ter um álbum alcançando simultaneamente o primeiro lugar no iTunes dos EUA e no Apple Music no dia de seu lançamento em 2025. O álbum gerou 57,98 milhões de streams nas primeiras 24 horas após o lançamento, a maior estreia no Spotify para um álbum em 2025 atualmente. No seu segundo dia, o álbum gerou 48,33 milhões de streams no Spotify, o maior segundo dia de streams de um álbum de The Weeknd.

## Lista de faixas
| Hurry Up Tomorrow – Edição padrão |                                                                      | |                                                                  |         |  |
| N.º                               | Título                                                               | Compositor(es) | Produtor(es)                                                     | Duração |  |
| 1.                                | "Wake Me Up" (com Justice)                                           | Abel Tesfaye Gaspard Augé Xavier de Rosnay Ahmad Balshe Vincent Taurelle Michael Dean John Padgett Rod Temperton                                                 | The Weeknd Justice Mike Dean Johnny Jewel                        | 5:08    |  |
| 2.                                | "Cry for Me"                                                         | Tesfaye Balshe Dean Leland Wayne Kellee Patterson Curtis Williams                                                                                                | The Weeknd Dean Metro Boomin                                     | 3:44    |  |
| 3.                                | "I Can't Fucking Sing"                                               | Tesfaye Daniel Lopatin Nathan Salon | The Weeknd OPN Salon                                             | 0:12    |  |
| 4.                                | "São Paulo" (com Anitta)                                             | Tesfaye Larissa Machado Tatiana Lourenço Dean Sean Solymar Washington Vaz Agustinho dos Santos André Viegas Everton de Araujo Flavio de Almeida Marcelo Nei Leal | The Weeknd Dean Solymar [a]                                      | 5:02    |  |
| 5.                                | "Until We're Skin & Bones"                                           | Tesfaye Lopatin Salon | The Weeknd OPN Dean Salon [a]                                    | 0:22    |  |
| 6.                                | "Baptized in Fear"                                                   | Tesfaye Lopatin Salon | The Weeknd OPN Salon Dean                                        | 3:52    |  |
| 7.                                | "Open Hearts"                                                        | Tesfaye Max Martin Oscar Holter | Max Martin Holter                                                | 3:54    |  |
| 8.                                | "Opening Night"                                                      | Tesfaye Dean Lopatin Patrick Baker | The Weeknd Dean OPN Salon [a]                                    | 1:36    |  |
| 9.                                | "Reflections Laughing" (com Travis Scott e Florence and the Machine) | Tesfaye Jacques Webster II Dean | The Weeknd Dean Metro Boomin [a] OPN [b] Salon [b]               | 4:51    |  |
| 10.                               | "Enjoy the Show" (com Future)                                        | Tesfaye Nayvadius Cash Dean Josh Lloyd-Watson Lydia Kitto | The Weeknd Dean Che' Fuego 3000 [b] Tommy Rush [b] Just Da 1 [b] | 5:01    |  |
| 11.                               | "Given Up on Me"                                                     | Tesfaye Cash Dean Lopatin Wayne Dimitri Tiomkin Ned Washington James McCants                                                                                     | The Weeknd Dean OPN Metro Boomin Salon [a]                       | 5:55    |  |
| 12.                               | "I Can't Wait to Get There"                                          | Tesfaye Dean Thomas Brown Thomas Lumpkins Peter Lee Johnson | The Weeknd Dean TBHits Tommy Parker Johnson                      | 3:09    |  |
| 13.                               | "Timeless" (com Playboi Carti)                                       | Tesfaye Jordan Carter Pharrell Williams Dean Mark Williams Raul Cubina Jarrod Morgan Kobe Hood Tariq Sharrieff Devon Chisolm                                     | P. Williams Dean [a] Ojivolta [a] Twisco [a]                     | 4:16    |  |
| 14.                               | "Niagara Falls"                                                      | Tesfaye Dean Kenneth Edmonds | The Weeknd Dean                                                  | 4:37    |  |
| 15.                               | "Take Me Back to LA"                                                 | Tesfaye Dean Jason Quenneville | The Weeknd Dean DaHeala Solymar [b] Rush [b] Sage Skolfield [b]  | 4:14    |  |
| 16.                               | "Big Sleep" (com Giorgio Moroder)                                    | Tesfaye Giorgio Moroder Dean Lopatin Mejdi Rhars Salon | The Weeknd Moroder Dean OPN Prince85 Cirkut Salon [a]            | 3:45    |  |
| 17.                               | "Give Me Mercy"                                                      | Tesfaye Martin Holter | The Weeknd Martin Holter ILYA [b]                                |         |  |
| 18.                               | "Drive"                                                              | Tesfaye Lopatin Matt Cohn | The Weeknd OPN Cohn Martin [a] Holter [a] Salon [b]              | 3:08    |  |
| 19.                               | "The Abyss" (com Lana Del Rey)                                       | Tesfaye Elizabeth Grant Dean Patrick Greenaway | The Weeknd Dean Greenaway [a] OPN [b]                            | 4:42    |  |
| 20.                               | "Red Terror"                                                         | Tesfaye Lopatin | The Weeknd OPN Dean Cirkut Salon [b]                             | 3:51    |  |
| 21.                               | "Without a Warning"                                                  | Tesfaye Thabo Publicover Tewodros Fantu Lobatin Holter Darryl Howard Isaac Brown                                                                                 | The Weeknd Thabo Teddy Fantum OPN [a] Holter [a] Dean [a]        | 4:57    |  |
| 22.                               | "Hurry Up Tomorrow"                                                  | Tesfaye | Dean OPN DaHeala                                                 | 4:51    |  |
| Duração total:                    | Duração total:                                                       | Duração total: | Duração total:                                                   | 84:39   |  |

| Hurry Up Tomorrow – Edição 00XO faixa bônus |                |                                        |                               |         |  |
| N.º                                         | Título         | Compositor(es)                         | Produtor(es)                  | Duração |  |
| 23.                                         | "Runaway"      | Tesfaye Martin Holter Ilya Salmanzadeh | The Weeknd Martin Holter ILYA | 3:21    |  |
| 24.                                         | "Society"      | Tesfaye Martin Holter                  | The Weeknd Martin Holter      | 2:47    |  |
| Duração total:                              | Duração total: | Duração total:                         | Duração total:                | 90:47   |  |

| Hurry Up Tomorrow – Edição Pharrell Williams faixa bônus |                 |                                                       |                                |         |  |
| N.º                                                      | Título          | Compositor(es)                                        | Produtor(es)                   | Duração |  |
| 23.                                                      | "Closing Night" | Tesfaye Axel Hedfors Steve Angello Sebastian Ingrosso | The Weeknd Swedish House Mafia | 3:47    |  |
| Duração total:                                           | Duração total:  | Duração total:                                        | Duração total:                 | 88:26   |  |

| Hurry Up Tomorrow – Edição primeira tiragem faixas físicas |                                 |                                                                                           |                                                            |         |  |
| N.º                                                        | Título                          | Compositor(es)                                                                            | Produtor(es)                                               | Duração |  |
| 1.                                                         | "Without a Warning"             | Tesfaye Publicover Fantu Lopatin Holter Howard I. Brown                                   | The Weeknd Thabo Teddy Fantum OPN [a] Holter [a] Dean [a]  | 4:52    |  |
| 2.                                                         | "Cry for Me"                    | Tesfaye Balshe Dean Wayne Patterson C. Williams                                           | The Weeknd Dean Metro Boomin                               | 3:44    |  |
| 3.                                                         | "São Paulo" (with Anitta)       | Tesfaye Machado Lourenço Dean Solymar Vaz dos Santos Viegas de Araujo de Almeida Nei Leal | The Weeknd Dean Solymar                                    | 5:03    |  |
| 4.                                                         | "Society"                       | Tesfaye Martin Holter                                                                     | The Weeknd Martin Holter                                   | 2:47    |  |
| 5.                                                         | "Take Me Back to LA"            | Tesfaye Dean Quenneville                                                                  | The Weeknd Dean DaHeala Solymar [b] Rush [b] Skolfield [b] | 4:27    |  |
| 6.                                                         | "The Abyss"                     | Tesfaye Dean Greenaway                                                                    | The Weeknd Dean Greenaway [a] OPN [b]                      | 3:09    |  |
| 7.                                                         | "Open Hearts"                   | Tesfaye Martin Holter                                                                     | Martin Holter                                              | 3:29    |  |
| 8.                                                         | "Timeless" (with Playboy Carti) | Tesfaye Carter P. Williams Dean M. Williams Cubina Morgan Hood Sharrieff Chisolm          | P. Williams Dean [a] Ojivolta [a] Twisco [a]               | 4:16    |  |
| 9.                                                         | "Give Me Mercy"                 | Tesfaye Martin Holter                                                                     | The Weeknd Martin Holter Ilya [b]                          | 3:22    |  |
| 10.                                                        | "Runaway"                       | Tesfaye Martin Holter Salmanzadeh                                                         | The Weeknd Martin Holter                                   | 3:20    |  |
| 11.                                                        | "Red Terror"                    | Tesfaye Lopatin                                                                           | The Weeknd OPN Dean Cirkut Salon [b]                       | 2:35    |  |
| Duração total:                                             | Duração total:                  | Duração total:                                                                            | Duração total:                                             | 41:16   |  |

Notas
- ↑[a]  significa um coprodutor
- ↑[b]  significa um produtor adicional
- Reflections Laughing" apresenta features com Chxrry22.[118]
- "Given Up on Me" apresenta vocais não creditados de Future.[119]
- "Give Me Mercy" é intitulada "Africa" na edição de primeira tiragem.[65]
- "Without a Warning" é intitulada "The Crowd" na edição de primeira tiragem.[65]
- "Society" é intitulada "How It Feels" na edição de primeira tiragem.[65]

Créditos dos samples
- "Wake Me Up" contém uma amostra de "Thriller" escrita por Rod Temperton, interpretada por Michael Jackson.[120]
- "Cry for Me" contém uma amostra de "I Wanna Be the One", escrita por Curtis Fitzgerald Williams e Lynette K. Patterson, interpretada por The S.O.S. Band.[1]
- "São Paulo" contém uma interpolação de "Montagem Pidona", escrita por Flavio Seraphim de Almeida, Everton Ramos de Araujo, Marcelo Nei Leal, Tatiana dos Santos Lourenço, Agustinho Raphael dos Santos, Washington Luis Costa Vaz e Andre Luiz Viegasand, interpretada por Tati Quebra Barraco.[1]
- "Opening Night" contém uma amostra de "Computer Love" escrita por Patrick Baker, interpretada por Techmaster P.E.B.[120]
- "Enjoy the Show" contém uma amostra de "Homemade Gun", escrita por Lydia Kitto e Josh Lloyd-Watson, interpretada por Loaded Honey.[120]
- "Given Up on Me" contém uma amostra de "Wild Is the Wind", escrita por Dimitri Tiomkin e Ned Washington, interpretada por Nina Simone, e uma amostra de "On the Way" escrita por James Louis MC Cants, interpretada por Chicago Gangsters.[120][121]
- "Niagara Falls" contém uma amostra de "Someone to Love", escrita por Kenneth Edmonds, interpretada por Jon B e Babyface.[120]
- "Without a Warning" contém uma amostra de "Hurry Up Tomorrow", escrita por Darryl Howard e Isaac Brown, interpretada por The Nu'rons.[120]

## Créditos

### Músicos
- The Weeknd – vocais (todas as faixas), teclados, programação (faixas 1–12, 14–22)

### Técnico
- Mike Dean – mixagem, masterização (todas as faixas)

## Desempenho nas paradas
| Parada (2025)                           | Melhor posição |
| --------------------------------------- | -------------- |
| Alemanha (Offizielle Deutsche Charts)   | 1              |
| Austrália (ARIA)                        | 1              |
| Áustria (Ö3 Austria Top 40)             | 2              |
| Bélgica (Ultratop 50 Flandres)          | 1              |
| Bélgica (Ultratop 40 Valônia)           | 1              |
| Canadá (Billboard)                      | 1              |
| República Tcheca (ČNS IFPI)             | 3              |
| Dinamarca (Hitlisten)                   | 1              |
| Espanha (PROMUSICAE)                    | 4              |
| Estados Unidos (Billboard 200)          | 1              |
| Estados Unidos (Top R&B/Hip Hop Albums) | 1              |
| Finlândia (Suomen virallinen lista)     | 5              |
| França (SNEP)                           | 1              |
| Grécia (IFPI)                           | 17             |
| Hungria (MAHASZ)                        | 1              |
| Irlanda (IRMA)                          | 1              |
| Islândia OCC                            | 1              |
| Itália (FIMI)                           | 1              |
| Países Baixos (Dutch Charts)            | 1              |
| Portugal (AFP)                          | 1              |